# Nord Stream 1

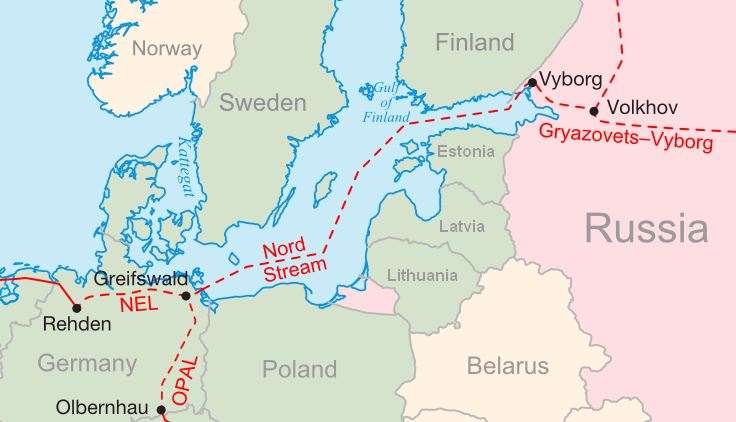
Localização do gasoduto Nord Stream 1

O Nord Stream 1 é um gasoduto de gás natural de 1.220 km que vai da Rússia até a Alemanha, atravessando o Mar Báltico. 
O gasoduto já foi denominado, anteriormente, de North Transgas e Gasoduto europeu do Norte; também conhecido como Gasoduto Russo-Alemão, Gasoduto do Mar Báltico, em russo:  Северный поток (Severnyy potok), em alemão:  Nordeuropäische Gasleitung.
O consórcio encarregado de construir e operar o Nord Stream é o Nord Stream AG.
Ligando Vyborg, Rússia, e Greifswald, Alemanha, o primeiro ramal começou a ser construído em abril de 2010, tendo ficado pronto em junho de 2011 e sido inaugurado em 8 de novembro de 2011 pela chanceler alemã Angela Merkel e o presidente russo Dmitri Medvedev.
O projeto do gasoduto inclui dois ramais paralelos, cada um com 1.224 km de comprimento, 1.220 mm de diâmetro, 22 MPa (220 bar) de pressão e 55 billhões de metros cúbicos anuais de capacidade.
Em 2021, segundo informações no portal do Nord Stream 1, 59,2 bilhões de metros cúbicos de gás natural haviam sido transportados para consumidores na Europa, a marca mais alta desde o início das operações.